# Mystaria
Mystaria là một chi nhện trong họ Thomisidae.